# Departamento Iguazú
Das Departamento Iguazú liegt im Nordwesten der Provinz Misiones im Nordosten Argentiniens und ist eine von 17 Verwaltungseinheiten der Provinz. 
Es grenzt im Norden an Brasilien, im Osten an das Departamento General Manuel Belgrano, im Süden an das Departamento Eldorado und im Westen an Paraguay. 
Die Hauptstadt des Departamento Iguazú ist Puerto Esperanza.

## Bevölkerung
Nach Schätzungen des INDEC stieg die Einwohnerzahl von 66.539 Einwohnern (2001) auf 103.515 Einwohner im Jahre 2005.

## Städte und Gemeinden
Das Departamento Iguazú ist in folgende Gemeinden aufgeteilt:
- Colonia Wanda
- Puerto Esperanza
- Puerto Iguazú
- Puerto Libertad

Koordinaten: 26° 0′ S, 54° 30′ W